# Wapen van Haarzuilens

Wapen van Haarzuilens

Het wapen van Haarzuilens werd op 15 september 1932 door de Hoge Raad van Adel aan de Utrechtse gemeente Haarzuilens in gebruik bevestigd. In 1954 ging Haarzuilens op in  Vleuten-De Meern. Het wapen van Haarzuilens is daardoor komen te vervallen als gemeentewapen. Uit het wapen zijn elementen overgenomen in het gemeentewapen van Vleuten-De Meern.

## Blazoenering
De blazoenering van het wapen luidde als volgt:
Gevierendeeld ; 1 en 4 in keel drie ruiten van zilver, 2 en 3 in zilver drie zuilen van keel.
De heraldische kleuren zijn zilver (wit) en keel (rood).

## Geschiedenis
De belangrijkste reden voor de gemeenteraad om een aanvraag te doen voor een gemeentewapen was om de geschiedkundige waarde van de gemeente en haar omgeving aan te duiden. Het wapen is opgebouwd uit ruiten en zuilen, die verwijzen naar de herkomst van de naam Haarzuilens en die verbonden is met de familie baron Van Zuijlen van Nyevelt van de Haar en het kasteel. Deze combinatie van achternamen is afkomstig door huwelijken tussen de betreffende families. De ruiten verwijzen naar de familie Van de Haar en de zuilen  naar de familie Van Zuijlen.

## Verwante wapens

Wapen van familie Van Zuylen van Nievelt
Wapen van Vleuten-De Meern
Wapen van Driebergen-Rijsenburg
Wapen van Zuilen
Wapen van Abcoude-Baambrugge
Wapen van Leersum
Wapen van Zuilesteyn
Wapen van Culemborg
Wapen van Wijk bij Duurstede
Wapen van Vianen

Abcoude
· Abcoude-Baambrugge
· Abcoude-Proostdij
· Achttienhoven
· Amerongen
· Benschop
· Breukelen
· Breukelen-Nijenrode
· Breukelen-Sint Pieters
· Bunnik
· Cothen
· Darthuizen
· De Vuursche
· Doorn
· Driebergen
· Driebergen-Rijsenburg
· Everdingen
· Haarzuilens
· Hagestein
· Harmelen
· Hoenkoop
· Hoogland
· Houten
· Indijk
· Jaarsveld
· Jutphaas
· Kamerik
· Kockengen
· Langbroek
· Leersum
· Linschoten
· Loenen
· Loenersloot
· Loosdrecht
· Maarn
· Maarssen
· Maarsseveen
· Maartensdijk
· Mijdrecht
· Nigtevecht
· Noord-Polsbroek
· Odijk
· Oudenrijn
· Polsbroek
· Rijsenburg
· Ruwiel
· Schalkwijk
· Snelrewaard
· Sterkenburg
· Stoutenburg
· Tienhoven
· Vianen 
· Vinkeveen
· Vinkeveen en Waverveen
· Vleuten
· Vleuten-De Meern
· Vreeland
· Vreeswijk
· Waarder
· Waverveen
· Werkhoven
· Westbroek
· Willeskop
· Willige Langerak
· Wilnis
· Zegveld
· Zuilen
· Zuid-Polsbroek